# Lista de prefeitos de Descalvado
Esta é uma lista de prefeitos de Descalvado, ou seja, uma lista contendo os líderes do executivo do município brasileiro de Descalvado.

## Prefeitos de Descalvado
| Nº                  | Nome                                                 | Partido | Início do mandato      | Fim do mandato         | Observações |
| Primeira República  |                                                      |         |                        |                        | |
| —                   | José Quirino Ribeiro                                 | PRP     | 1899                   | 1905                   | Agente executivo. Não confundir com José Querino Ribeiro. |
| Período Vargas      |                                                      |         |                        |                        | |
| —                   | Clóvis Faria Ferreira                                | AL      | 1930                   | 1931                   | Prefeito nomeado |
| —                   | Hugo Pereira de Abreu                                | PD      | 1932                   | 1935                   | Prefeito nomeado |
| —                   | Hugo Pereira de Abreu                                | PD      | 1936                   | 1936                   | Prefeito nomeado |
| —                   | Manoel Ferreira Gaio                                 | PCSP    | 1937                   | 1938                   | Prefeito nomeado |
| —                   | Carlos Púlici                                        | PSD     | 1938                   | 1942                   | Prefeito nomeado |
| —                   | Amasílio Pozzi                                       | PSD     | 1942                   | 1944                   | Prefeito nomeado |
| —                   | Luiz Dias Alvarenga                                  | PP      | 1944                   | 1946                   | Prefeito nomeado |
| —                   | Victório Amadeu Casati                               | PLP     | 1946                   | 1947                   | Prefeito nomeado |
| —                   | Laurival Laércio Gabrielli                           | PLP     | 1947                   | 1947                   | Prefeito nomeado |
| Período democrático |                                                      |         |                        |                        | |
| —                   | Laurival Laércio Gabrielli                           | PSP     | 1948                   | 1951                   | Prefeito eleito |
| —                   | Deolindo Zaffalon                                    | PTN     | 1952                   | 1955                   | Prefeito eleito |
| —                   | Jayme Regallo Pereira                                | PDC     | 1956                   | 1959                   | Prefeito eleito |
| —                   | Deolindo Zaffalon                                    | PTN     | 1960                   | 1963                   | Prefeito eleito |
| —                   | José Ramalho Gabrielli                               | PSD     | 1964                   | 1968                   | Prefeito eleito |
| —                   | Deolindo Zaffalon                                    | ARENA   | 1969                   | 1972                   | Prefeito eleito |
| —                   | Tomás Vita                                           | ARENA   | 1973                   | 1976                   | Prefeito eleito |
| —                   | Mauro Benedito de Lima                               | ARENA   | 1977                   | 1982                   | Prefeito eleito |
| —                   | Tomás Vita                                           | PMDB    | 1983                   | 31 de dezembro de 1988 | Prefeito eleito |
| —                   | Mauro Benedito de Lima                               | PTB     | 1º de janeiro de 1989  | 31 de dezembro de 1992 | Prefeito eleito |
| —                   | José Carlos Calza                                    | PFL     | 1º de janeiro de 1993  | 31 de dezembro de 1996 | Prefeito eleito |
| —                   | José Antonio Todescan Gabrielli                      | PSDB    | 1º de janeiro de 1997  | 31 de dezembro de 2000 | Prefeito eleito |
| —                   | José Carlos Calza                                    | PFL     | 1º de janeiro de 2001  | 31 de dezembro de 2004 | Prefeito eleito |
| —                   | José Carlos Calza                                    | PSDB    | 1º de janeiro de 2005  | 31 de dezembro de 2008 | Prefeito reeleito |
| —                   | Luís Antônio Panone                                  | PPS     | 1º de janeiro de 2009  | 31 de dezembro de 2012 | Prefeito eleito |
| —                   | Anderson Aparecido Sposito                           | DEM     | 1º de janeiro de 2013  | 31 de dezembro de 2013 | Vereador eleito presidente da Câmara, ocupando interinamente o cargo de prefeito, uma vez que a eleição de outubro de 2012 foi anulada, devido ao candidato vencedor, José Carlos Calza (PSDB), ter seu registro de candidatura negado com base na Lei Ficha Limpa. |
| —                   | Henrique Fernando do Nascimento, (Henrique da Caixa) | PMDB    | 1º de janeiro de 2014  | 10 de dezembro de 2016 | Prefeito eleito em eleição suplementar ocorrida em 1º de dezembro de 2013 |
| —                   | Paulo Cesar Martins Guerra                           | PMDB    | 13 de dezembro de 2016 | 31 de dezembro de 2016 | Vice-prefeito eleito, assumiu o cargo em decorrência da morte do prefeito Henrique Fernando do Nascimento. |
| —                   | Antonio Carlos Reschini (Becão)                      | PR      | 1º de janeiro de 2017  | 31 de dezembro de 2020 | Prefeito eleito |
| —                   | Antonio Carlos Reschini (Becão)                      | PL      | 1º de janeiro de 2021  | 31 de dezembro de 2024 | Prefeito reeleito |
|                     | Luis Guilherme Panone                                | PSD     | 1º de janeiro de 2025  | Atual prefeito         | Prefeito Eleito |